# Бреслер, Владимир Петрович
Влади́мир Петро́вич Бреслер (1874 — не ранее 1941) — генерал-майор, герой Первой мировой войны.

## Биография
Окончил Тифлисский кадетский корпус (1892) и 2-е военное Константиновское училище (1894), откуда выпущен был подпоручиком в 16-й гренадерский Мингрельский полк.
Чины: поручик (1897), штабс-капитан (1901), капитан (1904), подполковник (1909), полковник (1912), генерал-майор (1916).
В 1904 году окончил Николаевскую академию Генерального штаба по 1-му разряду. Участвовал в Русско-японской войне. Состоял обер-офицером для особых поручений при штабе 11-го армейского (1905) и 17-го армейского (1905—1906) корпусов, старшим адъютантом управления 1-й отдельной кавалерийской бригады (1906—1907), старшим адъютантом штаба 9-й пехотной дивизии (1907) и, наконец, обер-офицером для поручений при штабе Киевского военного округа (1907—1911). 1 сентября 1911 года был прикомандирован к Киевскому военному училищу для преподавания военных наук, где и оставался до 1914 года.
С началом Первой мировой войны занял должность старшего адъютанта штаба армии. Был награждён Георгиевским оружием
За то, что, будучи старшим адъютантом штаба армии, в боях 24, 28 и 29 августа 1914 года, в районе Равы-Русской, рядом разведок под сильным ружейным и пулеметным огнём, доставил весьма ценные сведения, существенно повлиявшие на ход боя, закончившегося взятием Равы-Русской.
На 13 января 1915 года — старший адъютант отдела генерал-квартирмейстера штаба армии, на 8 февраля 1915 года — начальник штаба 33-й пехотной дивизии. 2 сентября 1915 года назначен командиром 129-го пехотного Бессарабского полка. Награждён орденом Святого Георгия 4-й степени
За то, что 20 октября 1915 года в бою у озера Свентен, лично руководя действиями полка, быстрым и энергичным ударом овладел рядом укрепленных и сильно занятых противником деревень, причём было взято в плен более 500 германцев. Овладение деревнями вызвало спешную переброску резервов у противника, облегчило производство главного удара частей 21-го армейского корпуса и способствовало успешным действиям последнего.
2 июня 1916 года произведен в генерал-майоры, а 22 декабря того же года назначен начальником штаба 18-й пехотной дивизии. 19 октября 1917 года назначен помощником главного начальника снабжений армий Юго-Западного фронта. После демобилизации жил в Киеве, затем в Полтаве.
Осенью 1918 года, с наступлением Красной армии, выехал в Одессу, а оттуда — в Константинополь. В начале 1919 года прибыл в Екатеринодар в распоряжение Главнокомандующего ВСЮР и был зачислен в резерв чинов. 17 сентября 1919 года назначен начальником снабжения командующего войсками Киевской области ВСЮР, а 8 декабря зачислен в резерв чинов при штабе войск Новороссийской области.
С 1922 года в эмиграции в Германии, жил в Берлине. Был членом местного отдела РОВС. Предположительно умер или погиб во время Второй мировой войны в Германии.

## Награды
- Орден Святого Станислава 3-й ст. (1907);
- Орден Святой Анны 3-й ст. (ВП 25.03.1909);
- Орден Святого Станислава 2-й ст. (ВП 6.12.1913);
- Орден Святой Анны 2-й ст. с мечами (ВП 13.01.1915);
- Георгиевское оружие (ВП 11.04.1915);
- Орден Святого Владимира 3-й ст. с мечами (ВП 11.08.1915);
- Орден Святого Георгия (ВП 25.05.1916).